# Phaea maryannae
Phaea maryannae är en skalbaggsart som beskrevs av Chemsak 1977. Phaea maryannae ingår i släktet Phaea och familjen långhorningar. Inga underarter finns listade i Catalogue of Life.